# Pium
Pium là một đô thị thuộc bang Tocantins, Brasil. Đô thị này có diện tích 10012,666 km², dân số năm 2007 là 6403 người, mật độ 0,64 người/km².